# Hans Sachtleben
Hans Sachtleben (Magdeburgo, 24 de junio de 1893-Berlín, 5 de abril de 1967) fue un zoólogo alemán.
Licenciado en Ciencias en 1917 por la Universidad de Múnich, fue asistente científico hasta el año 1920 de la Zoologischen Staatssammlung München fecha en la que pasó a desempeñar el cargo de asistente de investigación y, posteriormente, jefe de departamento en el Dienststellenleiter an der Biologischen Reichsanstalt für Land- und Forstwirtschaft Berlin-Dahlem. De 1939 a 1962 dirigió el Instituto Germano de Entomología en Berlin-Friedrichshagen.
Implicado con el periodismo científico, principalmente en el campo de la entomología, colaboró como editor en la revista Arbeiten über morphologische und taxonomische Entomologie de 1934 a 1944 y en 1951 fundó la Beiträge zur Entomologie, publicada también en inglés bajo el título Contributions to Entomology.

## Obra
Entre sus obras, se pueden citar:
- Biologische Schädlingsbekämpfung. Dt. Akademie d. Landwirtschaftswissenschaften, Berlín 1959.
- Bericht über 8. Wanderversammlung deutscher Entomologen. Deutsche Akademie d. Landwirtschaftswissenschaften, Berlín 1957.
- Turmfalk und Mäusebussard, Sperber und Habicht. Biolog. Reichsanstalt f. Land- u. Forstwirtschaft, Berlin-Dahlem 1930.
- Handbuch der Nadelholzkunde, con Heinrich Klebahn, Otto Luyken, Jost Fitschen y Ludwig Beissner. P. Parey, Berlín 1930.
- Der Maulwurf. Biolog. Reichsanstalt f. Land- u. Forstwirtschaft, Berlin-Dahlem 1929.
- Die Forleule. Julius Springer, Berlín 1929.
- Die Bekämpfung der Wühlmaus. Biolog. Reichsanstalt f. Land- u. Forstwirtschaft, Berlin-Dahlem 1929.
- Die Bekämpfung der Kaninchenplage. Biolog. Reichsanstalt f. Land- u. Forstwirtschaft, Berlin-Dahlem 1926.
- Die Bekämpfung der Feldmäuse. Biolog. Reichsanstalt f. Land- u. Forstwirtschaft, Berlin-Dahlem 1924.
- Über die Entwicklung der Geschlechtsorgane von Chironomus mit besonderer Berücksichtigung der keimbahnbegleitenden Substanzen. München 1918.